# Ielena Kroutova
Ielena Kroutova (en russe : Елена Крутова), née le 19 mai 1980 à Moscou, est une archère handisport russe concourant en catégorie W1.

## Carrière
À l'âge de 25 ans, elle est victime d'un accident lors d'un entraînement alors qu'elle travaille comme sauveteuse en mer.
Aux Mondiaux 2019, elle remporte son premier titre en individuelle catégorie W1 battant en finale la Sud-coréenne Kim Ok-geun 130-107. Pour ses premiers Jeux en 2021, Kroutova est médaillée de bronze par équipes mixtes catégorie W1 avec Aleksei Leonov.